# Enfermeiro do trabalho
O enfermeiro do trabalho é todo enfermeiro que possui curso de especialização em enfermagem do trabalho, é membro e líder da equipe de enfermagem do trabalho e presta apoio ao paciente, em ambulatórios, em setores de trabalho e em domicílio a execução de atividades relacionadas aos serviços de higiene, medicina e segurança do trabalho, integrando equipes de estudos. Esse profissional realiza procedimentos de enfermagem de maior complexidade e prescreve ações, adotando medidas de precaução universal de biossegurança.
Esse profissional estuda e observa condições de higiene, periculosidade e segurança no ambiente de trabalho, além de planejar e executar ações de prevenção de riscos e acidentes com os trabalhadores. Cabe a ele a coleta de dados de doenças ocupacionais, realização de inquéritos sanitários, coleta de dados estatísticos de morbidade e mortalidade de trabalhadores e etapas precedentes aos estudos epidemiológicos.
Executa e avalia programas de prevenções de acidentes de trabalho e de doenças profissionais ou não-profissionais, fazendo análise da fadiga, dos fatores de insalubridade, dos riscos e das condições de trabalho do menor e da mulher, para propiciar a preservação de integridade física e mental do trabalhador.
É sua função treinar e instruir trabalhadores no uso de equipamento de proteção individual (EPI), na prevenção de doenças do trabalho em harmonia, complementabilidade e concordância com os outros profissionais de saúde do trabalho e segurança do trabalho.

## História da enfermagem do trabalho
A enfermagem do trabalho surge quando as primeiras leis de acidente do trabalho se originaram na Alemanha, em 1884, estendendo-se logo a vários países da Europa, até chegar ao Brasil por meio do Decreto legislativo nº.3.724 de 15 de janeiro de 1919, a fim de dar parâmetros legais para os trabalhadores que estão expostos aos riscos do dia a dia.
O cuidado de enfermagem profissionalizado veio a tona para ser dirigido aos trabalhadores desde uma simples palestra de educação em saúde, primeiros socorros, e até a reduzir o consumo de mão de obra desampara por aspectos ético-legais, fazendo com que surja a enfermagem do trabalho.
A enfermagem do trabalho é um ramo da enfermagem de saúde pública e, como tal utiliza os mesmos métodos e técnicas empregadas na saúde pública visando à promoção da saúde do trabalhador; proteção contra os riscos decorrentes de suas atividades labora; proteção contra agentes químicos, físicos e biológicos e psicossociais; manutenção de sua saúde no mais alto grau de bem-estar físico e mental e recuperações de lesões, doenças ocupacionais ou não-ocupacionais e sua reabilitação para o trabalho.

### No Brasil
No Brasil a primeira escola de enfermagem foi criada e 1890 no hospício de Pedro 2º, atualmente o UNI-RIO. O exercício de enfermagem no Brasil foi regulamentado em 1931. Em 1955 foi aprovada a Lei do exercício Profissional de Enfermagem no Brasil. Em 1959 aconteceu uma Conferência Internacional do Trabalho e, nesta, houve a recomendação de numero 112 da Organização Internacional do Trabalho (OIT) que conceituou a Medicina do Trabalho, mas limitando-se a intervenção médica.
Em 1963 foi incluído nos cursos médico o ensino de medicina do trabalho. Com a OIT as normas sobre a proteção a saúde e integridade física do trabalhador ganharam forças, contribuindo bastante na prevenção de acidentes e doenças do trabalho. Logo em seguida,em 1964, (UERJ) incluiu a disciplina de saúde ocupacional no curso de graduação.
O auxiliar de enfermagem do trabalho foi incluído na equipe de saúde ocupacional em 1972 pela portaria n.º 3.237 do ministério do Trabalho. Empresas com mais de 100 empregados, centralizada ou não num mesmo local, a existência de um Serviço de Saúde Ocupacional, composto. Pelos seguintes profissionais; medico do trabalho, Engenheiro de segurança, Técnicos em segurança e Auxiliar de enfermagem do trabalho.
A enfermagem do trabalho tem, nesta área, um vasto campo para desempenhar suas funções, quer na prestação de assistência de enfermagem trabalhadores da empresa e aos seus dependentes, quer assumindo funções administrativas, educativas, de integração e de pesquisa.
Em 1973 criou-se o COFEN e COREN.
A inclusão do enfermeiro do trabalho na equipe de saúde ocupacional aconteceu por meio da portaria n.º 3 460 do ministério do trabalho, em 1975. Neste mesmo ano criou-se no Rio Grande do Sul o primeiro sindicato de enfermagem.
A história da enfermagem do trabalho no Brasil é bastante recente. Inicialmente a assistência de enfermagem do trabalho era vista mais como atendimento emergencial na empresa, o que não valoriza muito. Contudo, o espaço para o desempenho profissional, principalmente do enfermeiro do trabalho esta se ampliando a cada dia, seja na assistência direta aos trabalhadores e familiares ou no desempenho de funções administrativa, educacionais, de integração ou de pesquisa.

#### Qualificações
No grupo dos profissionais de enfermagem do trabalho incluem-se:
Enfermeiro do Trabalho
- Profissional com nível superior de Enfermagem
- Classificado pelo COFEN no Quadro I - Lei 7.498/86 e Decreto n.º 94.406/87 - Art. 09
- Portador do Certificado de Estudos Complementares de Enfermagem do Trabalho
- Enquadrado nos serviços especializados em Engenharia de Segurança e em Medicina do Trabalho, através da Portaria n.º 06 do DSST, de 12/06/90, Art. 1.º, subitem 4.4.1, alínea d

Técnico em Enfermagem do Trabalho
- Profissional com nível médio de Técnico em Enfermagem
- Classificado pelo COFEN no Quadro II - Lei 7.498/86 e Decreto n.º 94.406/87 - Art. 10
- Portador do Certificado de Estudos Complementares de Enfermagem do Trabalho
- Enquadrado nos serviços especializados em Engenharia de Segurança e em Medicina do Trabalho, através da Portaria n.º 06 do DSST, de 12/06/90, Art. 1.º, subitem 4.4.1, alínea d

Auxiliar de Enfermagem do Trabalho
Presta apoio as atividades preventivas de acidentes nas mais diversas áreas de sua atuação, ainda nas funções que são de sua competência inicial, como administração de vacinas, palestras, orientações aos trabalhadores, verificação de sinais vitais. É o principal responsável para executar medidas emergenciais em casos de acidentes para prevenção de agravos à saúde do trabalhador, quando não houver outro profissional de maior habilidade.
- Profissional com nível médio de Auxiliar de Enfermagem
- Classificado pelo COFEN no Quadro III - Lei 7.498/86 e Decreto nº 94.406/87 - Art. 11
- Portador do Certificado de Estudos Complementares de Enfermagem do Trabalho
- Enquadrado nos serviços especializados em Engenharia de Segurança e em Medicina do Trabalho, através da Portaria n.º 06 do DSST, de 12/06/90, Art. 1.º, subitem 4.4.1, alínea d.